# Utica (Pensilvania)
Utica es un borough ubicado en el condado de Venango en el estado estadounidense de Pensilvania. En el año 2000 tenía una población de 211 habitantes y una densidad poblacional de 60.8 personas por km².

## Geografía
Utica se encuentra ubicado en las coordenadas 41°26′11″N 79°57′23″O / 41.43639, -79.95639.

## Demografía
Según la Oficina del Censo en 2000 los ingresos medios por hogar en la localidad eran de $22,875 y los ingresos medios por familia eran $23,929. Los hombres tenían unos ingresos medios de $29,063 frente a los $19,250 para las mujeres. La renta per cápita para la localidad era de $11,435. Alrededor del 29.2% de la población estaba por debajo del umbral de pobreza.